# Holohalaelurus punctatus
Holohalaelurus punctatus és una espècie de peix de la família dels esciliorrínids i de l'ordre dels carcariniformes.

## Morfologia
- Els mascles poden assolir 35 cm de longitud total.[1]
- Presenta dimorfisme sexual: els mascles adults són més grossos que les femelles.[2]

## Reproducció
És ovípar.

## Alimentació
Menja peixets, crustacis i cefalòpodes.

## Hàbitat
És un peix marí que viu entre 220-440 m de fondària.

## Distribució geogràfica
Es troba a les aigües tropicals i subtropicals del sud-oest de l'Índic, sud de Moçambic, davant KwaZulu-Natal (Sud-àfrica) i Madagascar.